# Carrier Dome
O Carrier Dome é um estádio localizado em Syracuse, Nova York, Estados Unidos, possui capacidade total para 49.262 pessoas, é a casa do time de futebol americano universitário e basquetebol universitário Syracuse Orange da Universidade de Syracuse. O estádio foi inaugurado em 1978 e é totalmente coberto.